# Banach-Tarski-Paradoxon

Eine Kugel kann in endlich viele Teile zerlegt werden, aus denen sich zwei Kugeln jeweils von der Größe des Originals zusammensetzen lassen.

Das Banach-Tarski-Paradoxon oder auch Satz von Banach und Tarski ist eine Aussage der Mathematik, die demonstriert, dass sich der anschauliche Volumenbegriff nicht auf beliebige Punktmengen verallgemeinern lässt. Danach kann man eine Kugel in drei oder mehr Dimensionen derart zerlegen, dass sich ihre Teile wieder zu zwei lückenlosen Kugeln zusammenfügen lassen, von denen jede denselben Durchmesser hat wie die ursprüngliche. Das Volumen verdoppelt sich, ohne dass anschaulich ersichtlich ist, wie durch diesen Vorgang Volumen aus dem Nichts entstehen können sollte. Dieses Paradoxon demonstriert, dass das mathematische Modell des Raumes als Punktmenge in der Mathematik Aspekte hat, die sich in der physischen Realität nicht wiederfinden. Es stammt von den polnischen Mathematikern Stefan Banach (1892–1945) und Alfred Tarski (1901–1983).

## Erklärung
Erklärt wird das Paradoxon mathematisch formal damit, dass die Kugelteile dermaßen kompliziert geformt sind, dass ihr Volumen nicht mehr in einem geeigneten Sinne definierbar ist. Genauer: Es ist unmöglich, auf der Menge aller Teilmengen des dreidimensionalen Raumes {\displaystyle \mathbb {R} ^{3}} einen bewegungsinvarianten Inhalt zu definieren, der Kugeln ein Volumen ungleich null oder unendlich zuordnet. Ein Inhalt ist eine Funktion, die jeder Menge aus einem vorgegebenen Bereich von Mengen eine nicht-negative reelle Zahl oder unendlich zuordnet, Volumen der Menge genannt, sodass insbesondere das Volumen der Vereinigung zweier sich nicht überschneidender Mengen gleich der Summe der Volumina der einzelnen Mengen ist. Ein Inhalt ist bewegungsinvariant, wenn sich das Volumen einer Menge bei Drehungen, Verschiebungen und Spiegelungen nicht verändert. Jeder mathematische Volumenbegriff, der ein bewegungsinvarianter Inhalt oder gar ein bewegungsinvariantes Maß sein soll, muss daher so eingeschränkt werden, dass er für bestimmte Mengen, wie diese Mengen, in die sich die Kugel zerlegen lässt, nicht definiert ist. Etwa definiert man das Volumen dann nur für Mengen, die in der Borelschen σ-Algebra liegen oder Lebesgue-messbar sind. Hierzu zählen diese Mengen nicht. Sie sind in einem gewissen Sinne unendlich filigran und porös bzw. staubwolkenartig. Die mathematische Existenz solcher Mengen ist nicht selbstverständlich: Zum Beweis der Existenz von nicht messbaren Teilmengen im {\displaystyle d}-dimensionalen, reellen Raum {\displaystyle \mathbb {R} ^{d}} benötigt man das Auswahlaxiom oder schwächere Formen davon, die nicht aus der Zermelo-Fraenkel-Mengenlehre herleitbar sind. Messbare Punktmengen hingegen verhalten sich hinsichtlich ihres Volumens additiv.
Die polnischen Mathematiker Stefan Banach und Alfred Tarski führten 1924 einen mathematischen Existenzbeweis und zeigten, dass im Fall der Kugel eine Zerlegung in nur sechs Teile ausreichend sei. Unmöglich hingegen ist ein konstruktiver Beweis im Sinne einer Handlungsanweisung, wie eine Kugel tatsächlich in sechs Teile zu zerschneiden ist, um diese in zwei Kugeln gleichen Volumens zusammensetzen zu können.

## Allgemeine Formulierung
In einer allgemeineren Formulierung dieses Satzes können sich Ausgangs- und Endkörper durch einen beliebigen Volumenfaktor unterscheiden und bis auf gewisse Einschränkungen auch beliebige, verschiedene Gestalt besitzen. Die allgemeine Formulierung dieses mathematischen Satzes in Räumen mit drei und mehr Dimensionen lautet:
Sei {\displaystyle d\geq 3} eine ganze Zahl und seien {\displaystyle X,Y\subset \mathbb {R} ^{d}} beschränkte Mengen mit nicht-leerem Inneren. Dann gibt es eine natürliche Zahl {\displaystyle n} und eine disjunkte Zerlegung {\displaystyle X_{1},\dots ,X_{n}} von {\displaystyle X} und zugehörige Bewegungen {\displaystyle \beta _{1},\dots ,\beta _{n}} derart, dass {\displaystyle Y} die disjunkte Vereinigung der Mengen {\displaystyle \beta _{1}(X_{1}),\dots ,\beta _{n}(X_{n})} ist.

## Beweisskizze
Der Kern des Beweises fußt auf der Gruppentheorie.
Drehungen operieren auf Punkten oder Punktmengen, indem sie deren Lage im Raum verändern. Sie bilden eine (nicht-kommutative) Gruppe:
- Die Verknüpfung mehrerer Drehungen („nacheinander ausführen“) ist wiederum eine Drehung.
- Diese Verknüpfungsoperation ist assoziativ.
- Das neutrale Element ist die „Null-Drehung“, die jeden Punkt auf sich selbst abbildet.
- Zu jeder Drehung gibt es eine inverse Drehung („zurück drehen“), die den Ausgangszustand wiederherstellt.

Eine Teilmenge einer Gruppe erzeugt eine Untergruppe, indem die Elemente der Teilmenge und ihre Inversen in allen möglichen Kombinationen miteinander verknüpft werden. Ist die Teilmenge endlich, heißt eine solche Untergruppe endlich erzeugt. Die Drehung um 120° ({\displaystyle \phi }) erzeugt beispielsweise eine Untergruppe aus drei Elementen {\displaystyle \{1,\phi ,\phi ^{2}\}} und ist isomorph zur zyklischen Gruppe {\displaystyle C_{3}}. Prinzipiell ist es möglich, dass die Elemente solch erzeugter Untergruppen mehrere Darstellungen hinsichtlich der Verknüpfung der Erzeuger besitzen. Für den Beweis des Banach-Tarski-Paradoxons wird jedoch eine Gruppe benötigt, bei der dies nicht der Fall ist.
Die freie Gruppe {\displaystyle F_{2}} mit ihren Erzeugern {\displaystyle a} und {\displaystyle b} besteht abstrakt definiert aus Wörtern über dem Alphabet {\displaystyle E:=\{a,a^{-1},b,b^{-1}\}}, in denen keine Inversen benachbart sind. Die Verknüpfung der Gruppe stellt die Konkatenation dar, wobei möglicherweise entstandene Invers-Paare iterativ entfernt werden, bis keine solchen Paare im verknüpften Wort mehr vorkommen. Das leere Wort {\displaystyle e} stellt das neutrale Element der Gruppe dar.
Die Darstellung jedes Elements von {\displaystyle F_{2}} als gekürztes Wort ist dabei eindeutig.
(Endlich) erzeugte Gruppen können mit Hilfe eines Cayley-Graphen visualisiert werden. Die Ecken des Graphen sind Elemente der Gruppe, die Kanten sind mit einem Erzeuger assoziiert. Im Cayley-Graphen existiert genau dann eine
gerichtete Kante mit der Beschriftung {\displaystyle g} von der Ecke {\displaystyle x} zur Ecke {\displaystyle y}, wenn {\displaystyle g} ein Erzeuger ist und {\displaystyle xg=y} gilt. Der Cayley-Graph von {\displaystyle C_{3}} ist ein Dreieck, ist also endlich und besitzt einen Kreis, während der Cayley-Graph von {\displaystyle F_{2}} unendlich viele Ecken sowie Kanten, jedoch keine Kreise besitzt.
Wir definieren nun die Mengen {\displaystyle S(a),S(a^{-1}),S(b)} und {\displaystyle S(b^{-1})}.
{\displaystyle S(a)} sei dabei die Menge aller Wörter aus {\displaystyle F_{2}}, die links mit {\displaystyle a} beginnen, analog die anderen S-Mengen. Es ist wichtig zu erkennen, dass für jedes Wort {\displaystyle ag_{1}\dots \in S(a),g_{1}\neq a^{-1}} gilt, da die Darstellung, wie oben gefordert, gekürzt ist.

Die Mengen S(a), S(a^{−1}) und aS(a^{−1}) im Cayleygraph von F_{2}

Es gilt nun folgende disjunkte Zerlegung:
{\displaystyle F_{2}=\{e\}\cup S(a)\cup S(a^{-1})\cup S(b)\cup S(b^{-1})}
Es gilt aber auch
{\displaystyle F_{2}=aS(a^{-1})\cup S(a),\,}
und
{\displaystyle F_{2}=bS(b^{-1})\cup S(b)\,},
da
{\displaystyle {\begin{aligned}aS(a^{-1})&:=\{ax|x\in S(a^{-1})\}=\{aa^{-1}\}\cup \{ax|x=a^{-1}g_{0}\dots ,a\neq g_{0}\in E\}\\&=\{e\}\cup \{aa^{-1}g_{0}\dots |a\neq g_{0}\in E\}=\{e\}\cup S(b)\cup S(b^{-1})\cup S(a^{-1})\end{aligned}}}
und
{\displaystyle {\begin{aligned}bS(b^{-1})&:=\{bx|x\in S(b^{-1})\}=\{bb^{-1}\}\cup \{bx|x=b^{-1}g_{0}\dots ,b\neq g_{0}\in E\}\\&=\{e\}\cup \{bb^{-1}g_{0}\dots |b\neq g_{0}\in E\}=\{e\}\cup S(a)\cup S(b^{-1})\cup S(a^{-1}).\end{aligned}}}
Diese paradoxe Zerlegung von {\displaystyle F_{2}} ist essenziell für die spätere Verdoppelung der Kugel.
Zunächst jedoch müssen wir Drehungen finden, die sich wie die freie Gruppe {\displaystyle F_{2}} verhalten.
Drehgruppen wie die {\displaystyle C_{3}} sind nicht geeignet, ebenso ungeeignet sind Erzeuger, die eine Drehung um den Winkel {\displaystyle q\pi ,q\in \mathbb {Q} } darstellen, denn wenn {\displaystyle q={\tfrac {k}{n}}}, dann hat die erzeugte Gruppe höchstens {\displaystyle 2n} Elemente. Drehen wir um einen irrationalen Bruchteil von {\displaystyle \pi }, z. B. mit {\displaystyle \theta =\arccos \left({\tfrac {1}{3}}\right)}, und sei {\displaystyle a} eine entsprechende Drehung um die x-Achse, sowie {\displaystyle b} eine um die y-Achse, dann lässt sich zeigen, dass die dabei erzeugte Gruppe isomorph zu {\displaystyle F_{2}} ist.
Gruppenelemente können auf Objekten und Mengen von Objekten operieren; hier sollen Drehungen dies auf Punkten im Raum tun. Sei {\displaystyle M} eine Menge, auf der eine Gruppe {\displaystyle G} operiert.
Dann ist die Operation eine Funktion {\displaystyle M\to M:m\mapsto gm} und {\displaystyle Gm:=\{gm|g\in G\}} für ein festes {\displaystyle m\in M} die Bahn von {\displaystyle m} unter {\displaystyle G}.
Übertragen auf die Drehungen ist {\displaystyle F_{2}m} die Menge aller Punkte, die vom Ausgangspunkt {\displaystyle m} über alle erdenklichen Drehungen aus {\displaystyle F_{2}} erreichbar sind. Obwohl der Cayleygraph die
Beziehungen der Gruppenelemente untereinander beschreibt, hilft er bei der Veranschaulichung der Bahn eines Objekts. Wenn man den Kreuzpunkt beim neutralen Element {\displaystyle e} als ein Objekt {\displaystyle m} betrachtet
auf dem {\displaystyle F_{2}} operiert, dann ist die Menge aller Kreuzpunkte im Cayley-Graphen sozusagen die Bahn von {\displaystyle m} (Unter bestimmten Voraussetzungen, s. u.).
Sei H die zu {\displaystyle F_{2}} isomorphe Drehgruppe, die auf der Einheitssphäre {\displaystyle S^{2}}, d. h. der Oberfläche der Einheitskugel operiert. Die Menge aller Bahnen von H auf {\displaystyle S^{2}}
ist eine Partition von {\displaystyle S^{2}}. Alle Bahnen sind paarweise disjunkt und ihre Vereinigung ergibt {\displaystyle S^{2}} selbst. Das Auswahlaxiom erlaubt uns, aus jeder Bahn einen Repräsentanten zu wählen, sei daher {\displaystyle M} die Menge dieser Repräsentanten. Weiter sei
{\displaystyle S(a)M=\{gm|g\in S(a),m\in M\}}, analog für {\displaystyle S(b),\dots }
{\displaystyle B=a^{-1}M\cup a^{-2}M\cup \dots }
{\displaystyle A_{1}=S(a)M\cup M\cup B}
{\displaystyle A_{2}=S(a^{-1})M\setminus B}
{\displaystyle \displaystyle A_{3}=S(b)M}
{\displaystyle \displaystyle A_{4}=S(b^{-1})M}
Die Mengen {\displaystyle A_{1}} bis {\displaystyle A_{4}} sind paarweise disjunkt und bilden (bis auf eine Nullmenge) die komplette Sphäre {\displaystyle S^{2}}. Es gilt:
{\displaystyle \displaystyle aA_{2}=A_{2}\cup A_{3}\cup A_{4}}
{\displaystyle \displaystyle bA_{4}=A_{1}\cup A_{2}\cup A_{4}}
Die Verdreifachung der Mengen {\displaystyle A_{2}} und {\displaystyle A_{4}} ergibt sich aus der Eigenschaft der zuvor definierten S-Mengen, die sich auch im Cayleygraph widerspiegelt. Werden die roten Elemente von {\displaystyle S(a^{-1})}
„nach rechts rotiert“, erhält man die Menge der blauen Elemente von {\displaystyle aS(a^{-1})}.
Zuletzt verbinden wir jeden Punkt auf der Sphäre {\displaystyle S^{2}} mit einem Strahl zum Ursprung der Einheitskugel. Die Zerlegung der Sphäre induziert damit eine Zerlegung der Kugel (bis auf den Ursprung), die sich zu zwei Kugeln des Volumens der Ursprungskugel rotieren lässt.

### Weitere Aspekte
Die obige Beweisskizze hat einige Aspekte ausgeblendet, die für einen abgeschlossenen Beweis betrachtet werden müssen. Die Menge der Kreuzpunkte im Cayleygraphen ist nur dann die Bahn des Mittelpunkts {\displaystyle m} unter {\displaystyle F_{2}}, wenn die Operation keine Fixpunkte hat, d. h. wenn {\displaystyle gm\neq m} für alle {\displaystyle g\in F_{2}}. Für Rotationen auf {\displaystyle S^{2}} ist dies fast korrekt, mit Ausnahme der zwei Pole der Drehung. Da H jedoch abzählbar ist und jedes {\displaystyle g\in } H genau zwei Fixpunkte hat, werden nur abzählbar viele Punkte bei der Rotation von {\displaystyle S^{2}} nicht mitrotiert. Es lässt sich aber zeigen, dass, falls {\displaystyle S^{2}\setminus D} (bei abzählbarem {\displaystyle D}) eine paradoxe Zerlegung besitzt, auch für {\displaystyle S^{2}} eine solche existiert (Hausdorff-Paradoxon).

## Situation in einer und in zwei Dimensionen
In der Ebene und auf der Geraden ist dieser Satz nicht gültig. Dort gibt es bewegungsinvariante Inhalte auf der Menge aller Teilmengen, die Kreisen beziehungsweise Linien ihre üblichen Flächeninhalte beziehungsweise Längen zuordnen. Diese spielen jedoch in der Mathematik kaum eine Rolle, da sie zum einen nicht eindeutig durch die Flächeninhalte von Kreisen bzw. Längen von Linien festgelegt sind, und zudem keine Maße sind, d. h. die Vereinigung abzählbar vieler Mengen, die sich nicht überschneiden, hat unter Umständen einen anderen Inhalt als die Summe (im Sinne einer Reihe) der einzelnen Inhalte. Diese Eigenschaft von Maßen wird jedoch in sehr vielen Situationen benötigt, weshalb man sich auch im ein- und zweidimensionalen in aller Regel mit Inhalten begnügt, die nur auf bestimmten Teilmengen definiert sind, dafür aber sogar Maße sind. Die Nicht-Existenz eines bewegungsinvarianten Maßes auf der Menge aller Teilmengen der Gerade oder Ebene wird (unter Verwendung des Auswahlaxioms) durch den Satz von Vitali mit der Existenz der sogenannten Vitali-Mengen gezeigt.
1990 konnte Miklós Laczkovich zeigen, dass für manche Flächen zumindest ein zu obigem Satz ähnlicher Satz gilt, jedoch ohne die „Paradoxie“ einer Volumenänderung. Danach sind zwei gleich große Flächen mit hinreichend glattem Rand ebenfalls zerlegungsgleich. In diesem Sinne ist beispielsweise eine Quadratur des Kreises möglich, wenn auch nicht mit Zirkel und Lineal. Die Anzahl der für eine konstruktive Lösung erforderlichen Teile wurde von Laczkovich auf etwa {\displaystyle 10^{50}} geschätzt, wobei die Größen der größeren Teilstücke nach Laczkovich nicht eindeutig festgelegt wurden.
Ohne eine Form des Auswahlaxioms lässt sich das Theorem jedoch nicht beweisen. Robert M. Solovay konnte 1970 unter der Voraussetzung der Existenz einer unerreichbaren Kardinalzahl zeigen, dass ein Modell der Zermelo-Fraenkel-Mengenlehre existiert, in dem alle Mengen Lebesgue-messbar sind. Dabei ist es sogar möglich, die Gültigkeit einer abgeschwächten Version des Auswahlaxioms aufrechtzuerhalten, nämlich das Axiom der abhängigen Auswahl (DC), das für viele Beweise der elementaren Analysis ausreicht. Zudem konnte in diesem Modell erreicht werden, dass jede Teilmenge der reellen Zahlen die Baire-Eigenschaft besitzt und dass jede überabzählbare Teilmenge der reellen Zahlen eine nichtleere perfekte Teilmenge enthält. Auch diese beiden Aussagen widersprechen dem allgemeinen Auswahlaxiom.